# إليزابيث سارا شيبارد
إليزابيث سارا شيبارد (بالإنجليزية: Elizabeth Sara Sheppard)‏ (1830، بلاكهيث في المملكة المتحدة - 1862)؛ شاعرة، كاتِبة وروائية بريطانية.